# 本特·維斯特盧
本特·維斯特盧（瑞典語：Bengt Westerlund，1921年1月17日—2008年6月4日）是專門研究觀測天文學的瑞典天文學家。
他於1954年從烏普薩拉大學獲得博士學位，在1957年，他被任命為澳大利亞斯壯羅山天文台的烏普薩拉南方觀測站天文學家。在那裏，他對銀河系的南部和麥哲倫雲做了廣泛的研究。在1967年，他在亞利桑那州的史都華天文台獲得天文學家的職位；在1969年，他被任命為在智利的歐洲南方天文台台長，直到1975年；他回到瑞典成為烏普薩拉天文台的天文學教授，於1987年退休。
他對銀河系和麥哲倫雲結構的研究工作獲得很高的評價。他對星團、恆星族群、碳星、行星狀星雲、沃爾夫-拉葉星、恆星分類、和超新星的研究，都有意義深遠的貢獻。他被認定為麥哲倫雲的專家並有相關的著作（The Magellanic Clouds, Cambridge University Press, 1997 ISBN 0521480701）。 
他發現或再發現三個疏散星團：維斯特盧1、維斯特盧2和維斯特盧3。
小行星 2902 維斯特盧和在烏普薩拉的維斯特盧望遠鏡，都是在他於2004年以教授的身分退休時，為榮耀他而以他的名字命名。